# 恵那市立飯地中学校
恵那市立飯地中学校（えなしりつ　いいじちゅうがっこう）は、かつて岐阜県恵那市に存在した公立中学校。

## 概要
- 恵那市飯地町（旧・加茂郡飯地村）の中学校であった。1997年、笠置中学校、中野方中学校と統合。恵那北中学校の新設により廃校。

## 沿革
- 1947年（昭和22年）4月1日 - 小中併設校として飯地村立飯地小中学校として開校。校舎が不足[注釈 1]していたため、中学校は青空教室として授業を行った。
- 1948年（昭和23年）4月 - 中学校校舎が完成。
- 1950年（昭和25年）6月1日 - 加茂郡潮南村と飯地村との境界が変更され、潮南村大字潮見字入野が飯地村に編入される。それに伴い、潮南中学校[注釈 2]の生徒の一部が転入する。
- 1954年（昭和29年）4月1日 - 恵那郡大井町、長島町、東野村、三郷村、武並村、笠置村、中野方村、及び加茂郡飯地村が合併し、恵那市が発足。同時に恵那市立飯地中学校に改称する。
- 1979年（昭和54年）4月 - 飯地小学校との併設を解消。単独の飯地中学校となる。
- 1997年（平成9年）
  - 3月26日 - 閉校式。
  - 3月31日 - 廃校。